# Protocollo di Kyoto
Il protocollo di Kyoto è un trattato internazionale in materia ambientale riguardante il surriscaldamento globale, pubblicato l'11 dicembre 1997 nella città giapponese di Kyoto in occasione della Conferenza delle parti "COP 3" della Convenzione quadro delle Nazioni Unite sui cambiamenti climatici (UNFCCC).
     Firmato e ratificato.
     Firmato, in attesa di ratifica.
     Firmato, ma non ratificato.
     Nessuna posizione.

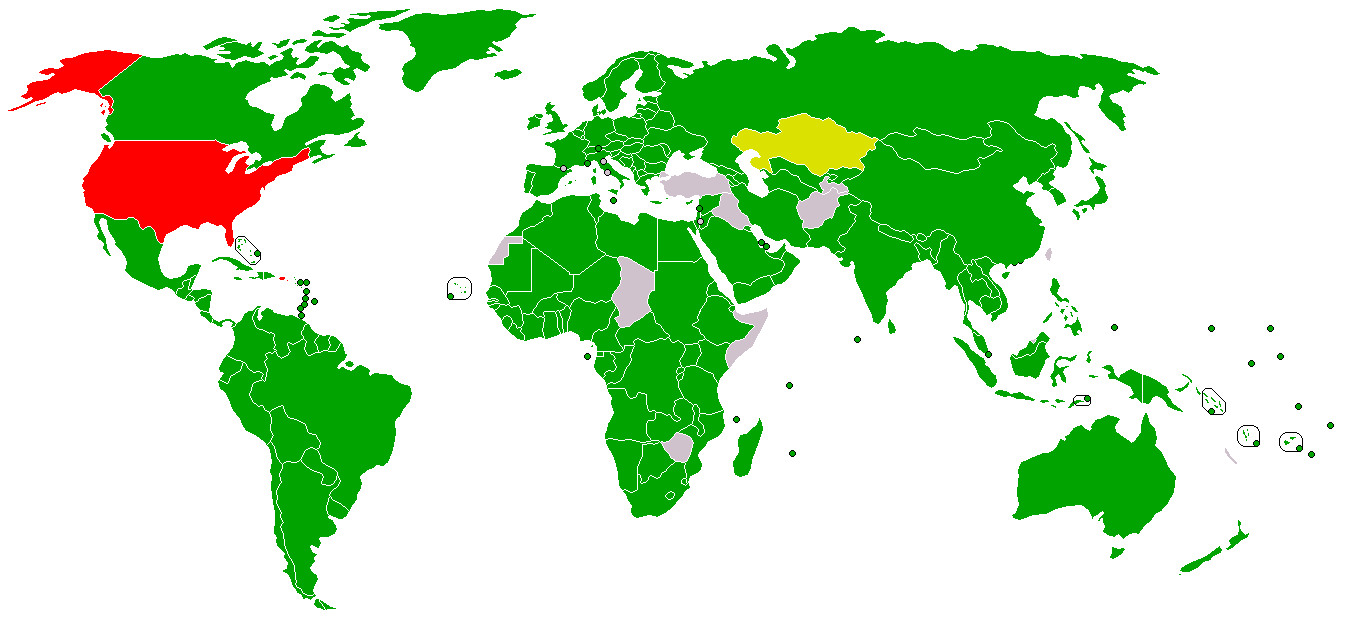
Mappa Mondiale: posizione dei paesi nel 2005 rispetto al Protocollo di Kyoto:
Firmato e ratificato.
Firmato, in attesa di ratifica.
Firmato, ma non ratificato.
Nessuna posizione.

Il trattato è entrato in vigore il 16 febbraio 2005, dopo la ratifica da parte della Russia. A marzo 2013 gli Stati che hanno aderito e ratificato il protocollo sono 191, in aggiunta all'Unione Europea. Il 16 marzo 2007 si è celebrato l'anniversario del secondo anno di adesione al protocollo di Kyoto, e lo stesso anno ricorre il decennale dalla sua stesura. Con l'accordo di Doha, l'estensione del protocollo è stata prolungata dal 2012 al 2020, con ulteriori obiettivi di taglio delle emissioni serra.

## Premessa
L'idea che le attività umane siano probabilmente responsabili della maggior parte dell'incremento della temperatura globale ("riscaldamento globale") avvenuto dalla metà del XX secolo rispecchia l'attuale pensiero scientifico. Ci si aspetta che il riscaldamento causato dall'uomo continui per tutto il XXI secolo e oltre.
Il Gruppo intergovernativo sul cambiamento climatico (IPCC), nel 2007 ha stilato delle proiezioni su come potrebbe essere il futuro incremento della temperatura globale. Le proiezioni dell'IPCC sono stilate assumendo che non ci sia nessuno sforzo per la riduzione dell'emissione di gas serra e coprono un periodo che va dall'inizio del XXI secolo fino alla fine del XXI secolo. Sulla base del giudizio di esperti, l'IPCC ha stimato una probabilità del 66% di un aumento delle temperature compreso fra 1,1 e 6,4 °C.
La variabilità delle proiezioni è dovuta in parte a diverse proiezioni relative alle future emissioni di gas serra. Scenari differenti sono basati su differenti possibili sviluppi sociali ed economici (ad esempio crescita economica, sviluppi demografici e politiche energetiche) che potrebbero influenzare le future emissioni di gas serra. Riflette inoltre le incertezze sugli effetti sul clima delle emissioni passate e future.

### Cronologia
Durante la conferenza dell'ONU sull'ambiente e lo sviluppo che si è tenuta a Rio de Janeiro nel 1992 (Summit della Terra) viene stilata la Convenzione quadro delle Nazioni Unite sui cambiamenti climatici (UNFCCC).
- 1995: I partecipanti all'UNFCCC s'incontrano a Berlino (COP1) per definire i principali obiettivi riguardo alle emissioni.
- 1997: A dicembre gli aderenti definiscono il protocollo a Kyoto, in Giappone, dove si accordano in linea generale sugli obiettivi di emissioni.[9]
- 2004: Russia e Canada ratificano il Protocollo di Kyoto all'UNFCCC e il trattato entra in vigore il 16 febbraio 2005.
- 2011: Il Canada è la prima nazione a uscire dal Protocollo.[10]
- 2012: Il 31 dicembre 2012 è scaduto il primo periodo d'impegno previsto dal protocollo.[11]

## Termini e condizioni
Il trattato prevede l'obbligo di operare una riduzione delle emissioni di elementi di inquinamento (diossido di carbonio e altri cinque gas serra, ovvero metano, ossido di azoto, idrofluorocarburi, perfluorocarburi ed esafluoruro di zolfo) in una misura non inferiore all'8,65% rispetto alle emissioni registrate nel 1990 – considerato come anno base – nel periodo 2008-2012.
Premesso che l'atmosfera terrestre contiene 3 milioni di megatonnellate (Mt) di CO₂, il protocollo prevede che i Paesi industrializzati riducano del 5,2% le proprie emissioni di questi gas. Le attività umane immettono 6 000 Mt di CO₂ all'anno, di cui 3 000 dai Paesi industrializzati e 3 000 da quelli in via di sviluppo; per cui, con il protocollo di Kyoto, se ne dovrebbero immettere 5 850 ogni anno anziché 6 000, su un totale di 3 milioni.
Nel 2022, 175 Paesi e un'organizzazione di integrazione economica regionale (EEC) hanno ratificato il protocollo o hanno avviato le procedure per la ratifica. Questi Paesi contribuiscono per il 61,6% alle emissioni globali di gas serra.
Il protocollo di Kyoto prevede inoltre, per i Paesi aderenti, la possibilità di servirsi di un sistema di meccanismi flessibili per l'acquisizione di crediti di emissioni:
- Clean Development Mechanism (CDM): consente ai Paesi industrializzati e a economia in transizione di realizzare progetti nei Paesi in via di sviluppo, che producano benefici ambientali in termini di riduzione delle emissioni di gas serra e di sviluppo economico e sociale dei Paesi ospiti e nello stesso tempo generino crediti di emissione (CER) per i Paesi che promuovono gli interventi.[14]
- Joint Implementation (JI): consente ai Paesi industrializzati e a economia in transizione di realizzare progetti per la riduzione delle emissioni di gas serra in un altro paese dello stesso gruppo e di utilizzare i crediti derivanti, congiuntamente con il paese ospite.[15]
- Emissions Trading (ET): consente lo scambio di crediti di emissione tra Paesi industrializzati e a economia in transizione; un paese che abbia conseguito una diminuzione delle proprie emissioni di gas serra superiore al proprio obiettivo può così cedere (ricorrendo all'ET) tali "crediti" a un paese che, al contrario, non sia stato in grado di rispettare i propri impegni di riduzione delle emissioni di gas serra.[16]

Il protocollo di Kyoto prevede il ricorso a meccanismi di mercato, i cosiddetti Meccanismi Flessibili tra cui il principale è il Meccanismo di Sviluppo Pulito. L'obiettivo dei Meccanismi Flessibili è di ridurre le emissioni al costo minimo possibile; in altre parole, a massimizzare le riduzioni ottenibili a parità di investimento.
Perché il trattato potesse entrare in vigore, si richiedeva che fosse ratificato da non meno di 55 stati firmatari e che gli stati che lo avessero ratificato producessero almeno il 55% delle emissioni inquinanti; quest'ultima condizione è stata raggiunta solo nel novembre del 2004, quando anche la Russia ha perfezionato la sua adesione.

## Adesione al protocollo

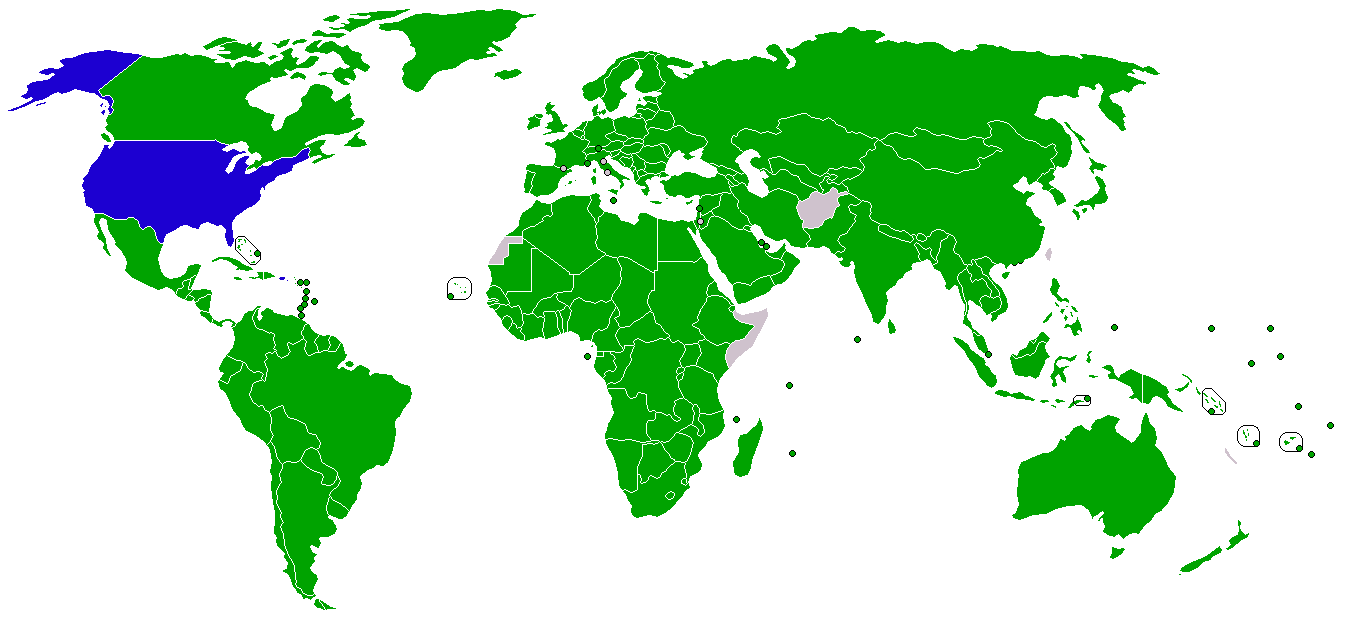
Adesione al protocollo di Kyoto al febbraio 2009. In verde gli stati che hanno firmato e ratificato il trattato, in blu gli stati che lo hanno firmato ma non ancora ratificato. Gli Stati Uniti hanno firmato ma hanno poi rifiutato di ratificare il trattato.

Nel novembre 2001 si tenne la Conferenza di Marrakech, settima sessione della Conferenza delle Parti. In questa sede, 40 Paesi sottoscrissero il protocollo di Kyoto. Due anni dopo, più di 120 Paesi avevano aderito al trattato, fino all'adesione e ratifica della Russia nel 2004, considerata importante poiché questo paese produce da solo il 17,6% delle emissioni. I Paesi in via di sviluppo, al fine di non ostacolare la loro crescita economica frapponendovi oneri per essi particolarmente gravosi, non sono stati invitati a ridurre le loro emissioni.

### Europa
L'Unione europea è la principale sostenitrice internazionale poiché, essendo a un livello economico molto alto, cerca il più possibile di sostenere questo protocollo.

### Italia
Il 16 marzo 2012 è stato attuato da Corrado Clini il "Fondo rotativo per Kyoto" da 600 milioni di euro per finanziare, con tassi agevolati di interesse, gli investimenti in efficienza energetica, le energie rinnovabili, le tecnologie di cogenerazione e trigenerazione. Il fondo era stato istituito dalla finanziaria 2007 del governo Prodi II, ministri Alfonso Pecoraro Scanio e Pier Luigi Bersani. Grazie all'iniziativa, secondo i dati ufficiali diffusi a fine 2012, nell'anno «sono stati finanziati 588 progetti proposti da caserme, ospedali, amministrazioni locali, scuole, musei e poli industriali per complessivi 330 milioni di euro per migliorare l'efficienza energetica degli edifici pubblici».

### Stati Uniti
Tra i Paesi non aderenti figurano gli USA, i responsabili nel 1990 del 22,59% del totale delle emissioni di diossido di carbonio. In principio, il presidente Bill Clinton, incoraggiato dal vice Al Gore aveva firmato il protocollo durante gli ultimi mesi del suo mandato, ma George W. Bush, poco tempo dopo il suo insediamento alla Casa Bianca, ritirò l'adesione inizialmente sottoscritta e promessa in campagna elettorale. Alcuni Stati e grandi municipalità americane, come Chicago e Los Angeles, stanno studiando la possibilità di emettere provvedimenti che permettano a livello locale di applicare il trattato. Anche se il provvedimento riguardasse solo una parte del paese, non sarebbe un evento insignificante: regioni come il New England, da sole, producono tanto diossido di carbonio quanto un grande paese industrializzato europeo come la Francia.

### Altri Stati
Altri stati in via di sviluppo non sono tenuti a ridurre le emissioni di gas. L'Australia, che aveva firmato ma non ratificato il protocollo, lo ha ratificato il 2 dicembre 2007. L'India e la Cina, che hanno ratificato il protocollo, non sono tenute a ridurre le emissioni di anidride carbonica nel quadro del presente accordo. Cina, India e altri Paesi in via di sviluppo non hanno aderito agli obblighi del protocollo di Kyoto perché non sono stati tra i primi responsabili delle emissioni di gas serra, anche se il loro più recente periodo di industrializzazione sta aggravando oggi il cambiamento climatico.